# Province de Datem del Marañón
La province de Datem del Marañón (en espagnol : Provincia de Datem del Marañón) est l'une des sept provinces de la région de Loreto, au sud du Pérou. Son chef-lieu est la ville de San Lorenzo.

## Géographie
La province couvre 46 609,9 km2. Elle est limitée au nord par l'Équateur, à l'est par la province de Loreto et la province d'Alto Amazonas, au sud par région de San Martín et à l'ouest par la région d'Amazonas.

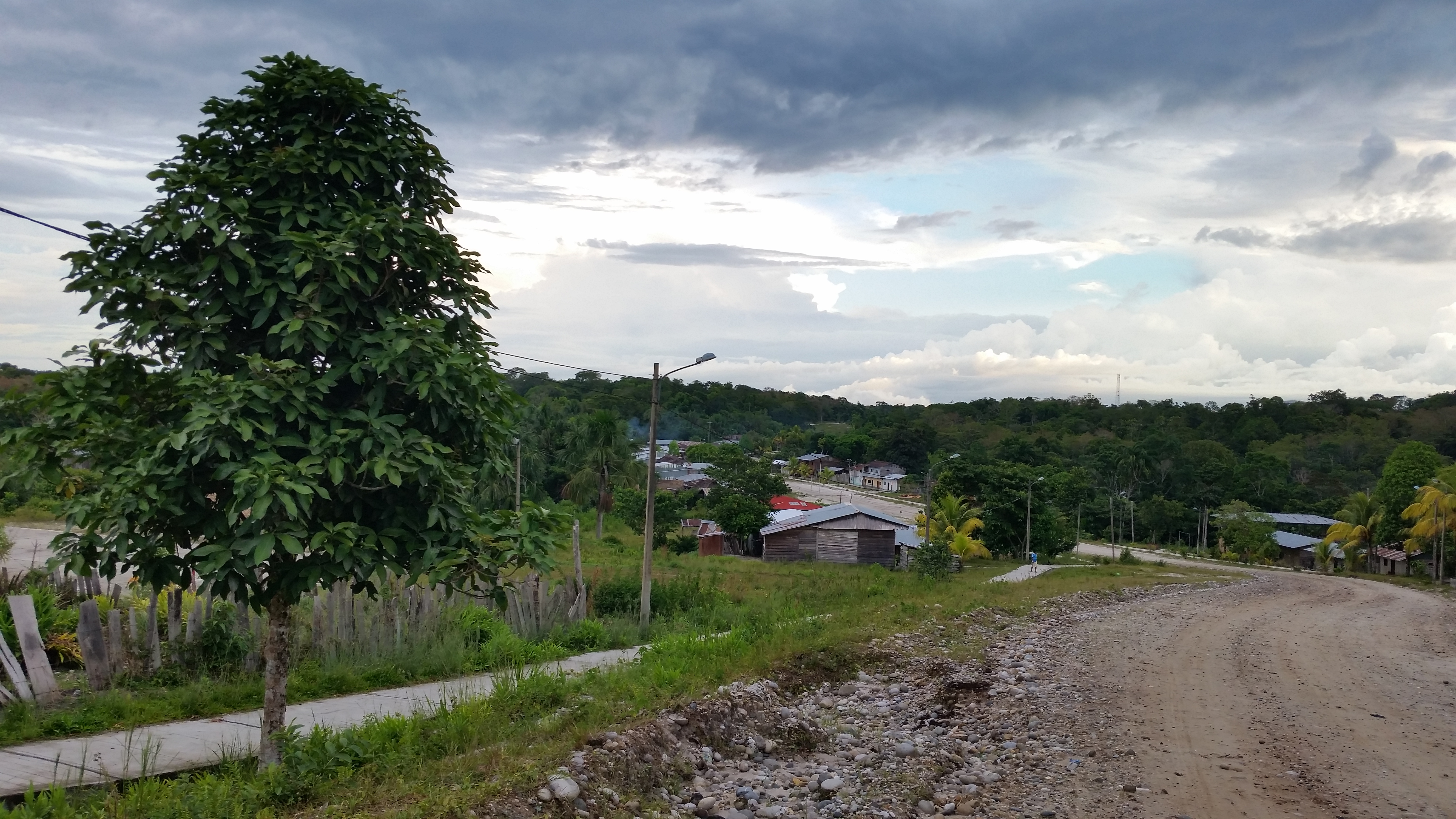
Station 5 - Sarameriza

## Histoire
La province fut créée le 2 août 2005, son territoire étant formé par cinq districts détachés de la province d'Alto Amazonas.

## Population
La population de la province s'élevait à 49 446 habitants en 2005.

## Subdivisions
La province de Datem del Marañón est divisée en six districts :
- Andoas
- Barranca
- Cahuapanas
- Manseriche
- Morona
- Pastaza